# Корнилий (Онилэ)
Епи́скоп Корни́лий (рум. Episcop Corneliu, в миру Корнелиу Онилэ, рум. Corneliu Onilă; 25 июля 1966, Корни-Албешти, жудец Васлуй) — епископ Румынской православной церкви на покое, в 2009—2017 годы — епископ Хушский (Митрополия Молдовы и Буковины)

## Биография
Родился 25 июля 1966 года в селе Корни-Албешти жудеца Васлуй Румынии и был первым из трёх сыновей в семье Евгения и Руксандры Онилэ.
Окончил школу в 1980 году и в том же году поступил в лицей города Васлуй, который окончил в 1982 году. Осенью 1982 года поступил в духовную семинарию при Монастыре Нямц, которую окончил в 1987 году. В 1988 году поступил в Православный богословском институте в Бухаресте, который в период его обучения в нём получил статус богословского факультета Бухарестского университета. В 1992 году окончил данный факультет и остался на нём для прохождения докторантуры со специализацией по Новому Завету. В 1993 году поступил на факультет протестантского богословия Марбургского университета в Германии со стипендией Diakonisches — Werk. В 1996 году служил ассистентом того же университета на кафедре богословия и духовности Православной Церкви под руководством профессора Ханса-Мартина Барта.
21 ноября 1997 года в кафедральном соборе города Хуши был пострижен в монашество. На следующий день был рукоположен в сан иеродиакона, а 23 ноября того же года — в сан иеромонаха. 25 декабря того же года был возведён в сан протосинкелла. Служил в Хушской епархии преподавателем семинарии и советником по культуре при епархиальном управлении. В 1998 году назначен административным викарием епархии. 26 июня 1999 года был возведён в сан архимандрита.
27 октября 1999 года решением Священного Синода Румынской православной церкви был избран викарным епископом Хушской епископии с титулом «Бырладский», а 21 ноября того же года состоялась его епископская хиротония, которую возглавил митрополит Молдавский и Буковинский Даниил (Чоботя).
В декабре 1999 года получил стипендию немецкого правительства через Фонд Конрада Аденауэра для изучения церковно-государственных отношений в религиозной, социальной и политической жизни Германии.
Как викарий Хушской кафедры занимался организацией Социально-филантропического и Миссионерского епархиальных отделов. Привлёк значительную помощь западноевропейских ассоциаций для устроения Бюро социальной помощи Хушской епархии, которое было оснащено современным оборудованием и организовало многочисленные больницы и дома призрения в жудеце Васлуй.
18 июня 2009 года был избран епископом Хушским, став 51-м архиереем на этой кафедре. 29 июня того года в Петропавловском кафедральном соборе в Хуши состоялась его интронизация.
В июне 2017 года епископ оказался фигурантом скандала, связанного с обвинениями в адрес епископа Корнилия в сексуальных домогательствах. Он заявил, что его шантажировали три священника, которые потребовали у него денег или должностей, чтобы не публиковать запись, на которой запечатлены его гомосексуальные отношения с человеком, который, как полагают, был учеником богословской семинарии в Хуши, а на момент начала скандала служил священником в приходе в жудеце Васлуй. Вскоре Хушская епархия заявила, что три священника, обвиняемые в шантаже, не имеют права служить до завершения судебного разбирательства, а вскоре Молдовская митрополия, в которую входит Хушская епархия, попросила епископа Корнилия, обвиняемого в том, что у него были гомосексуальные отношения, прекратить служение Литургии и других церковных служений. 17-18 августа того же года на заседании Священного Синода Румынской Православной Церкви, не признав вины, «для мира и блага Церкви» обратился с прошением о сошествии с Хушской кафедры. Скандал активно освящался в СМИ на протяжении лета 2017 года.
После этого находился в Монастыре Вэратек. В марте 2019 года Ясская апелляционная палата вынесла окончательный приговор по уголовному делу, в котором священники Себастьян-Кристи Житару, Рэзван-Михаил Бумбу и Георге Дамиан были приговорены к тюремному заключению с исполнением за шантаж. В августе 2019 года представители прокуратуры при Апелляционной палате Яссы возобновили уголовное преследование по делу, в котором был замешан епископ Корнилий. В апреле 2025 года Верховный суд приговорил епископа к 8 годам тюремного заключения.